# Alfredo Valadas
Alfredo Valadas (Beja, 16 de fevereiro de 1912 - 1994) foi um futebolista português, que se destacou principalmente ao serviço do Sport Lisboa e Benfica. Actuava, preferencialmente, como extremo-esquerdo, embora jogasse também noutras posições ofensivas.

## Início de carreira e Sporting
Começou a carreira na época desportiva de 1928/1929 no Luso Sporting Clube de Beja, o actual Desportivo de Beja. Durante três temporadas representou aquela filial alentejana do Sporting Clube de Portugal. Aos 19 anos de idade rumou a Lisboa, tornando-se, a partir da época de 1931/1932, jogador do Sporting Clube de Portugal.
Os dirigentes leoninos sempre prometeram a Valadas um emprego onde ele pudesse angariar mais algum dinheiro para juntar ao pouco que ganhava no futebol. Todavia, aquelas promessas nunca se tornaram realidade e ao cabo de duas temporadas de leão ao peito, deixou o Sporting e voltou ao Alentejo. Ficou praticamente um ano sem jogar. Ainda assim terá representado na época de 1933/1934 o Sport Lisboa e Beja.

## Benfica
Em 1934 surge a hipótese de ingressar no Benfica. Logo na primeira temporada ao serviço do Benfica, Valadas torna-se campeão e melhor marcador da equipa. O dia 20 de Janeiro de 1935 marca a estreia dos encarnados no primeiro campeonato nacional organizado, com o Benfica a receber no seu Campo das Amoreiras o Vitória de Setúbal. Coube a Alfredo Valadas marcar, aos 6 minutos de jogo, o golo inaugural daquela partida, aquele tento que figura na história do clube como o primeiro golo do Benfica em campeonatos nacionais de futebol. Curiosamente, mais tarde, Alfredo Valadas seria também o autor do mítico golo número 100 do Benfica em campeonatos nacionais. Em 1937, finalmente, o Benfica consegue uma colocação para Alfredo Valadas no Governo Civil de Lisboa, cumprindo assim a promessa feita ao jogador aquando da mudança, novamente, do Alentejo para Lisboa. Agora, além de futebolista, Alfredo Valadas passa também a ser um funcionário público.
Num jogo frente ao Sporting, Alfredo Valadas, representando o Benfica, tem uma daquelas célebres arrancadas rumo à baliza adversária à guarda do mítico guardião sportinguista Azevedo. Em zona frontal, Alfredo Valadas desfere um daqueles típicos pontapés em direcção ao golo que é efusivamente gritado pelas bancadas. Espanto geral quando Azevedo protagoniza uma milagrosa defesa impedindo o golo benfiquista. Alfredo Valadas corre então em direcção ao guarda-redes adversário e abraça-o como que comemorando com ele aquele momento extraordinário. Das bancadas ecoou então uma estrondosa ovação exultando os intervenientes. De resto, os números da carreira de Alfredo Valadas no Benfica são realmente notáveis. Terá alinhado em 263 partidas oficiais com a camisola benfiquista, apontando 162 golos, integrando, ainda hoje, a lista dos 10 melhores marcadores de sempre do Benfica.

## Final de carreira
Teve a sua festa de homenagem e de despedida da carreira de futebolista no dia 1 de Dezembro de 1944, com a realização de um jogo entre o Benfica e um misto de jogadores de Lisboa. Terminada a carreira de futebolista, Alfredo Valadas exerceu vários cargos no Benfica. Trabalhou nas camadas jovens dos encarnados e foi treinador adjunto. Assumiu o cargo de treinador principal no ano de 1954. Trabalhou ainda como treinador em outros clubes portugueses, entre eles, o Vitória de Guimarães, no início da temporada de 1947/48, substituindo Artur Baeta no cargo de treinador principal, permanecendo na cidade berço durante duas temporadas desportivas.
No final da época de 1948/49, Alfredo Valadas deixou o Vitória de Guimarães e foi substituído, curiosamente, por Janos Biri, um húngaro naturalizado português, antigo treinador de Alfredo Valadas no Benfica e com o qual chegou a formar equipa técnica nos encarnados. No início da década de 50 treinou ainda o Salgueiros. Foi ainda orientador técnico do Clube Desportivo Feirense nas épocas 1959/1960 e 1961/1962. Faleceu em 1994, com 82 anos de idade.

## Seleção Nacional
Alfredo Valadas foi internacional português em seis ocasiões. A primeira internacionalização de Alfredo Valadas remonta ao dia 3 de Maio de 1932 quando Portugal jogou frente à Jugoslávia no Estádio do Lumiar. A comissão técnica da Selecção Nacional composta por Salvador do Carmo, Armando Sampaio e Salviano Perfeito apostou em Alfredo Valadas na equipa principal. Nesse jogo Portugal conseguiu um resultado histórico, vencendo a selecção jugoslava por 3-2, sendo um dos golos do conjunto luso apontado pelo avançado Alfredo Valadas. Outra partida importante na sua carreira pela Selecção Nacional de Portugal foi a célebre vitória portuguesa conseguida no Estádio dos Balaiídos, na cidade de Vigo, frente à Espanha, por 1-2, com golos de Valadas e Pinga, no dia 28 de Novembro de 1937.
A última internacionalização de Alfredo Valadas pela equipa das quinas ocorreu a 30 de Janeiro de 1938, na cidade de Lisboa, em novo triunfo luso sobre a Espanha por 1-0. Neste derradeiro jogo pela Selecção Nacional de Portugal, Alfredo Valadas não foi titular, entrando no decurso da partida para substituir João Cruz, jogador do Sporting, o sucessor do jogador benfiquista na Selecção Nacional.